# Auguste-René-Marie Dubourg
Auguste-René-Marie Dubourg (Loguivy-Plougras, 1º ottobre 1842 – Rennes, 22 settembre 1921) è stato un cardinale e arcivescovo cattolico francese.

## Biografia
Dopo aver studiato al seminario di Saint-Brieuc, fu ordinato presbitero il 22 dicembre 1866. Ebbe nella diocesi di Saint-Brieuc incarichi via via più importanti: docente nel seminario, segretario della Curia vescovile, vicario generale e vicario capitolare.
Il 19 giugno 1893 fu eletto vescovo di Moulins e fu consacrato vescovo il 16 aprile dello stesso anno da Piere-Frédéric Fallières, vescovo di Saint-Brieuc. Il 6 agosto 1906 fu promosso arcivescovo di Rennes.
Papa Benedetto XV lo elevò al rango di cardinale nel concistoro del 4 dicembre 1916 e il 7 dicembre dello stesso anno ricevette il titolo di Santa Balbina.
Morì a Rennes e fu sepolto nella cattedrale della città.

## Genealogia episcopale e successione apostolica
La genealogia episcopale è:
- Cardinale Guillaume d'Estouteville, O.S.B.Clun.
- Papa Sisto IV
- Papa Giulio II
- Cardinale Raffaele Sansone Riario
- Papa Leone X
- Papa Paolo III
- Cardinale Francesco Pisani
- Cardinale Alfonso Gesualdo di Conza
- Papa Clemente VIII
- Cardinale Pietro Aldobrandini
- Cardinale Laudivio Zacchia
- Cardinale Antonio Barberini, O.F.M.Cap.
- Cardinale Nicolò Guidi di Bagno
- Arcivescovo François de Harlay de Champvallon
- Cardinale Louis-Antoine de Noailles
- Vescovo Jean-François Salgues de Valderies de Lescure
- Arcivescovo Louis-Jacques Chapt de Rastignac
- Arcivescovo Christophe de Beaumont du Repaire
- Arcivescovo Jean-Armand de Bessuéjouls Roquelaure
- Cardinale Hugues-Robert-Jean-Charles de La Tour d'Auvergne-Lauraquais
- Arcivescovo Denis-Auguste Affre
- Cardinale René-François Régnier
- Cardinale Florian-Jules-Félix Desprez
- Vescovo Théodore Legain
- Arcivescovo Pierre-Marie-Etienne-Gustave Ardin
- Vescovo Pierre-Marie-Frédéric Fallières
- Cardinale Auguste-René-Marie Dubourg

La successione apostolica è:
- Cardinale Alexis-Armand Charost (1913)